# لس بلنک
لس بلنک (انگلیسی: Les Blank) (زاده ۲۷ نوامبر ۱۹۳۵ – ۷ آوریل ۲۰۱۳) یک مستندساز اهل ایالات متحده آمریکا بود.

## فیلم‌شناسی
- ۱۹۶۵ - دیزی گیلیسپی
- ۱۹۷۶ - چولاس فراتراس